# Hotelli Seurahuone

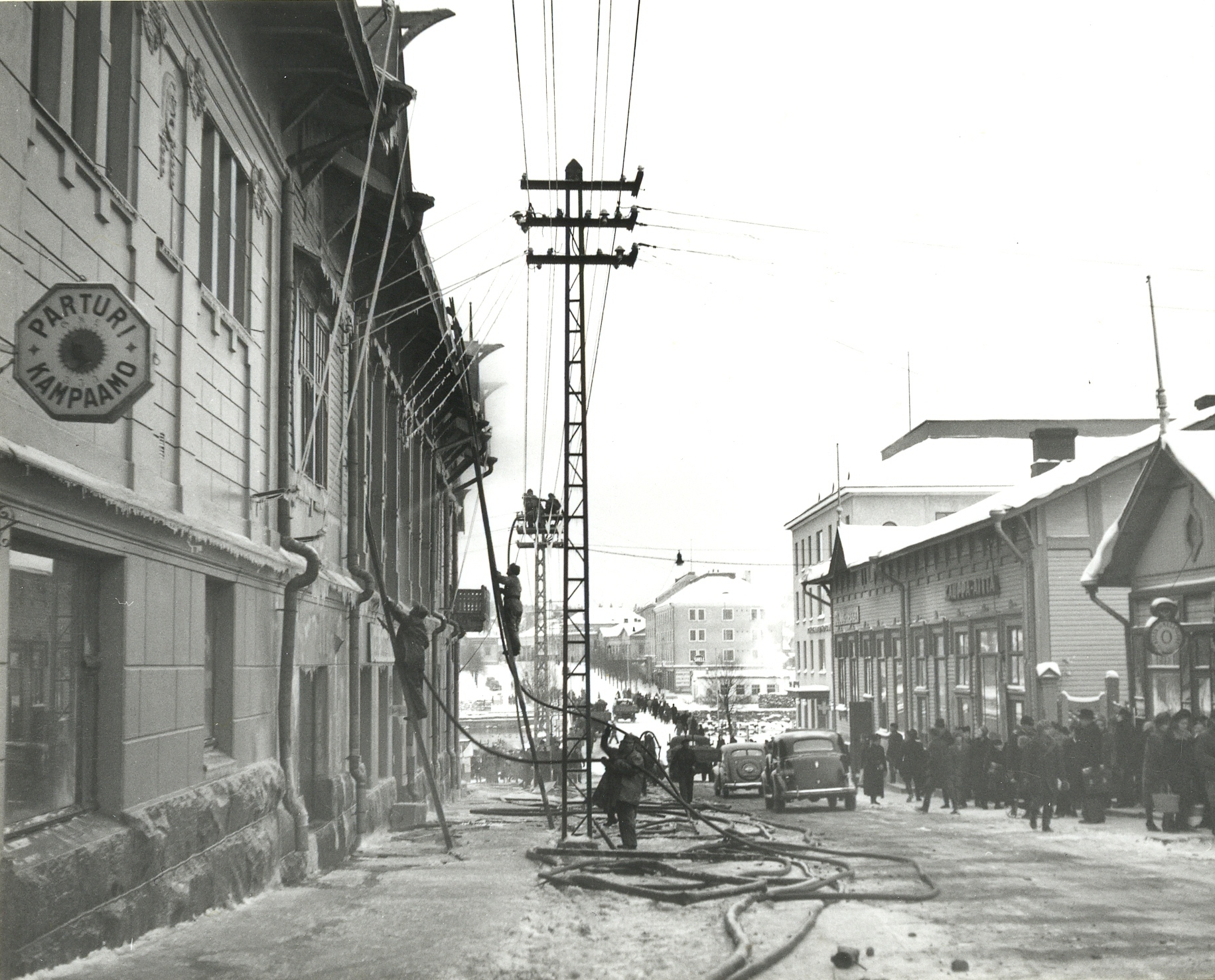
Seurahuone-branden. Bilden taget på Olofsgatan mot nordväst. Foto: Paavo Sihvonen

Hotelli Seurahuone ("Hotell Societetshuset", också "Turisthotellet") var ett hotell i Nyslott
Hotelli Seurahuone uppfördes 1901 vid Salutorget. Det förstördes i en brand den 19 november 1947. På samma tomt uppfördes till 1951 en ny restaurang- och hotellbyggnad och en del med – fram till 1975 – en saluhall, efter ritningar av Kai Blomstedt (1910–2003) och Birger Stenbäck. Saluhallsdelen ersattes 1989 av en ny hotellutbyggnad, som också inrymde "Nyslotts konstmuseum" till 2006. 
Hotellet, Original Sokos Hotel Seurohuone, är sedan 2012 anslutet till hotellkedjan Sokos Hotel inom S-gruppen. Det har 84 rum.